# Ti do i miei occhi
(Antonio)
Ti do i miei occhi (Te doy mis ojos) è un film del 2003 diretto da Icíar Bollaín. È ambientato in Spagna a Toledo.

## Trama
Dopo l'ennesima violenza subita dal marito Antonio, Pilar decide di trasferirsi momentaneamente presso sua sorella Ana, portando con sé suo figlio Juan. Antonio però non si dà pace e cerca in tutti i modi di farsi perdonare dalla moglie, frequentando dei corsi per la gestione dell'ira assieme ad altri uomini con il suo stesso problema. Dopo aver notato un apparente cambiamento nel marito, Pilar decide di tornare a vivere con lui. Tuttavia si troverà ad affrontare altre violenze da parte del coniuge, che arriverà a chiuderla nuda fuori dal balcone. Dopo questa umiliazione la donna deciderà definitivamente di denunciare e quindi lasciare il marito, facendogli capire che ormai lui ha rotto tutto l'amore che esisteva e che della loro relazione non c'è più niente da salvare: ella può infatti solo salvare se stessa.

## Riconoscimenti
- 2004 - Premio Goya
  - Miglior film
  - Miglior regista
  - Miglior attore protagonista (Luis Tosar)
  - Migliore attrice protagonista (Laia Marull)
  - Migliore attrice non protagonista (Candela Peña)
  - Miglior sceneggiatura originale
  - Miglior sonoro